# 顧汝德
顧汝德，CBE，JP（1938年4月21日—2020年4月24日），英國經濟學家，有「魔僧」之稱。早年在曼徹斯特大學修讀經濟學，1962年來到香港。曾任《遠東經濟評論》（Far East Economic Review）副總編輯及《歐元雜誌》（Euromoney）特派記者。1989年至1997年任中央政策組首席顧問。1983年獲委任為太平紳士。1996年獲大英帝國司令勳章。2001年獲香港大學頒授名譽大學院士。晚年為都柏林三一學院兼任教授。

## 著作
- 《官商同謀——香港公義私利的矛盾》(2005)
- Profits, Politics and Panics: Hong Kong's Banks and the Making of a Miracle Economy, 1935-1985 
《創富奇途—香港銀行業之起落與經濟奇跡  一九三五–一九八五》(2007)
- 《嚴防金融海嘯重臨：香港監管文化的啟示》(2011)
- 《富中之貧：香港社會矛盾的根源》(2013)
- A City Mismanaged: Hong Kong's Struggle for Survival 
《失治之城：掙扎求存的香港》(2018)

## 家庭
顧汝德來港後認識了一名本地華裔女社工楊彥慈，兩人於1965年於香港結婚，並育有一子約翰·顧維斌（John Leo Goodstadt）。顧楊彥慈後來加入港府，並曾出任醫院事務署行政總監及社會福利署副署長等要職，更被奉為太平紳士。約翰1987年預科畢業於香港華仁書院，約翰其後於英國牛津大學攻讀生理學並取得博士學位，現於該大學任生理學教授。